# Hrísztosz Afrudákisz
Hrísztosz Afrudákisz (görögül: Χρήστος Αφρουδάκης) (Athén, 1984. május 23. –) kétszeres világbajnoki bronzérmes (2005, 2015) görög válogatott vízilabdázó, az NO Vouliagmeni játékosa.